# Kim Jae-hwan (Badminton)
Kim Jae-hwan (kor. 김재환; * 13. August 1996) ist ein südkoreanischer Badmintonspieler. 

## Karriere
Kim Jae-hwan startete bei den Badminton-Juniorenweltmeisterschaften 2012 und 2013, wobei er 2013 Gold mit südkoreanischen Team gewann. 2013 siegte er auch beim Malaysian Juniors. Weitere Starts folgten bei der Korea Open Super Series 2013 und beim Korea Juniors 2013. 2019 gewann er gemeinsam mit seinem Doppelpartner Kang Min-hyuk die Indonesia International.